# Bohumil Janoušek
Bohumil Janoušek (* 7. září 1937, Praha) je bývalý český veslař a reprezentant Československa. V roce 1960 získal na LOH 1960 bronzovou medaili v závodě osmiveslic a stejného úspěchu dosáhl podruhé na LOH 1964. Poté založil firmu Janousek Racing Boats Ltd.